# Ser topiony
Ser topiony – produkt pochodny sera, wytworzony przez topienie go z dodatkiem topników. Jako topniki używane są kwasy cytrynowy, winowy i mlekowy, oraz ich sole. Ser przetapiany jest obecnie w temperaturach 90-99 °C.

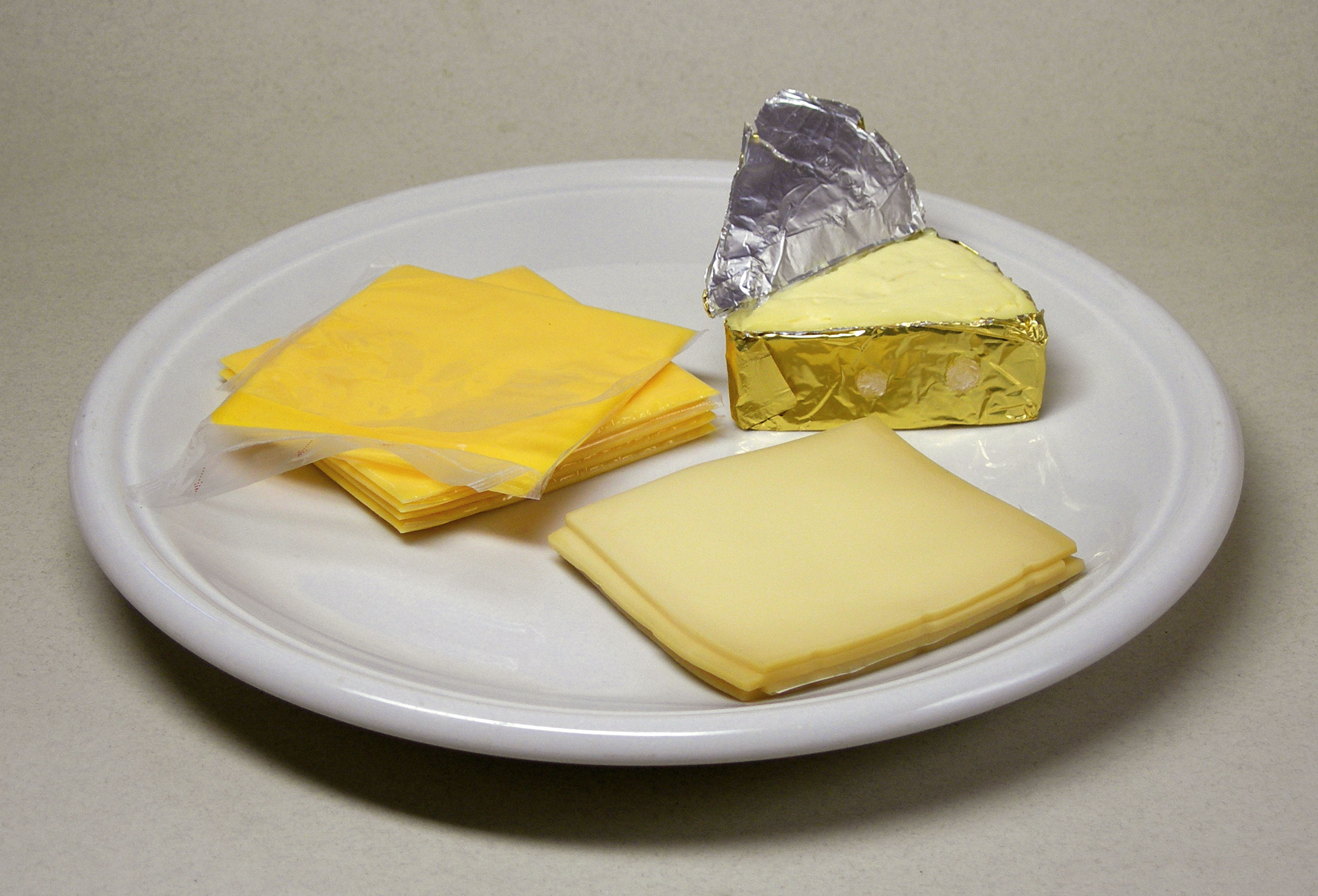
Różne rodzaje sera topionego

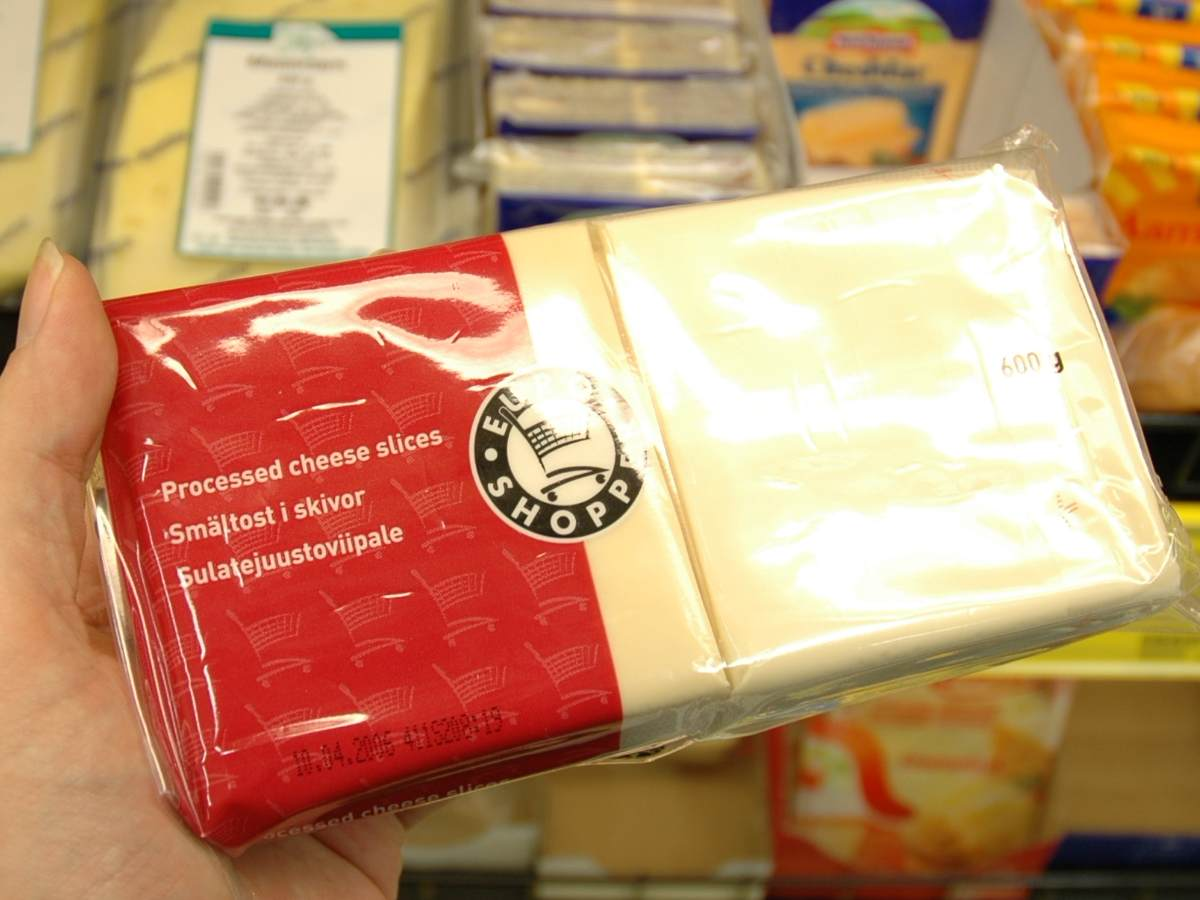
Ser topiony w plasterkach

## Nazewnictwo
Nazwy serów topionych pochodzą od serów, z których zostały wytworzone. W ich składzie musi być co najmniej 75% masy sera podstawowego (takiego, od którego dany ser nosi nazwę).

## Historia
Pierwsze sery topione pojawiły się około 1908 roku w Szwajcarii jako efekt eksperymentów tamtejszych serowarów, usiłujących rozwiązać problem nadprodukcji serów tradycyjnych.
W roku 1911 ser topiony uzyskiwany na bazie sera Emmental został skomercjalizowany przez firmę „Gerber”.
Pierwszą europejską fabrykę wytwarzającą ser topiony na skalę masową uruchomili w roku 1917 w Jurze we Francji bracia Graf.

## Charakterystyka
Zaletą sera topionego jest długi okres przydatności do spożycia. Najczęściej do jego wytworzenia stosuje się sery Emmental i Cantal. Bywa, że dla poszerzenia spektrum smakowego dodaje się ser Saint-Paulin lub Roquefort. Często również wzbogaca się go dodatkami - ziołami, pieprzem, szynką,cebulą, pieczarkami, a nawet owocami morza.